# Downtown Eastside

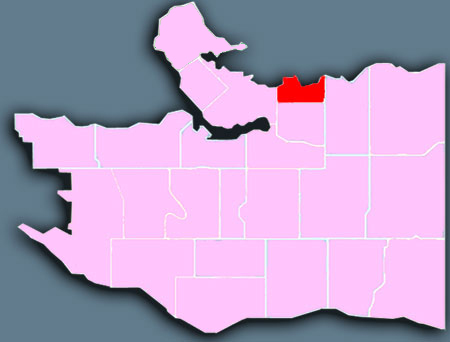
Localisation de Downtown Eastside à Vancouver

Downtown Eastside, également désigné par l'abréviation DTES, est l'un des plus vieux quartiers de la ville de Vancouver, dans la province canadienne de Colombie-Britannique, et l'un de ses quartiers les plus pauvres. DTES englobe les quartiers de Chinatown, Gastown, Oppenheimer Park (anciennement Japantown), Thornton Park et Victory Square, ainsi que certaines zones industrielles au nord de la ville. Son périmètre est sujet à débat, mais on peut définir d'une manière générale ses frontières par les voies Cambie Street à l'ouest, Clark Drive à l'est, les rives au nord et les voies Venables Street et Prior Avenue au sud.
Le quartier de Downtown Eastside est touché par divers problèmes de pauvreté, de violence, d'usage de drogues et de prostitution. De plus, il a une histoire marquée par l'activisme communautaire. Le quartier était touché par d'importants problèmes de déclin urbain, on retrouvait alors plusieurs bâtiments du secteur en décrépitude. Plus récemment, il y a eu la construction de nouveaux bâtiments et la revitalisation de bâtiments existants. En outre, des tensions entre des promoteurs immobiliers et des citoyens ont eu lieu par rapport à des projets de gentrification dans le quartier.

## Sources
- (en) Cet article est partiellement ou en totalité issu de l’article de Wikipédia en anglais intitulé « Downtown Eastside » (voir la liste des auteurs).